# Egg-Race
Egg-Race ist eine unterhaltsame, wettbewerbsorientierte, praktische, problembasierte Lernmethode, die eine gewisse Anwendung bspw. naturwissenschaftlicher Prinzipien erfordert. In dieser Methode müssen die Lernenden weitgehend selbständig eine Lösung für ein vorgegebenes, komplexes Problem finden, indem sie ihr Wissen praktisch anwenden. Das Egg-Race ist eine Form des offenen Experimentierens.
Die Egg-Racing-Methode hat ihren Ursprung in der BBC-Sendung „The Great Egg Race“ aus den 1970er und 1980er Jahren. In dieser beliebten Spielshow traten die Teilnehmerinnen und Teilnehmer in Teams gegeneinander an, um problemorientierte physikalische und technische Aufgaben zu lösen. Die namensgebende Aufgabe darin war es zu schauen, wie weit man ein (intaktes) Ei mit der in einem Gummiband gespeicherten Energie bewegen kann. Aus dieser Sendung und Aufgabe entstand einerseits der Name der Methode und andererseits dessen Struktur und Umsetzung.

## Beschreibung
Egg-Races sind naturwissenschaftliche „Tüftelaufgaben“, die ohne Vorgabe eines Lösungsweges zu lösen sind. Die Aufgabenstellung kann mit Hilfe des eigenen Wissens aus dem Alltag, des fachlichen Vorwissens sowie aufgrund der Fähigkeit zum logischen Denken und der Zusammensetzung der Gruppe gelöst werden. Die Intention der Methode ist es, die Lernenden zur Auseinandersetzung mit naturwissenschaftlichen Inhalten zu motivieren. Dies soll erreicht werden, indem ein Gefühl für die Relevanz der Inhalte geschaffen wird. In der Umsetzung der Methode ist es empfehlenswert sie auf die jeweilige Lerngruppe anzupassen.
Egg-Races sind also Aufgaben, die innerhalb vorgegebener Rahmenbedingungen – irgendwie – gelöst werden müssen. Es sollen Aufgabenstellungen sein, bei denen die Lernenden selbstständig, praktisch und offen arbeiten bzw. experimentieren können. Beim Experimentieren werden naturwissenschaftsdidaktische Experimente durchgeführt, die bspw. von den Lernenden gelernte Inhalte und erworbene Fähigkeiten festigen, vertiefen und herausfordern. Und bei diesen Aufgaben müssen prinzipiell mehrere Lösungswege möglich sein. Beispiele für eine Egg-Race Aufgabenstellung sind:

„Wie viel Gas entsteht aus einer Brausetablette? Ihr sollt mit den ausgegebenen Geräten und Materialien ein Experiment planen und durchführen, mit dem ihr feststellt, wie viel Gas entsteht, wenn man eine Brausetablette zu Wasser gibt. Vor Versuchsbeginn müsst ihr eurer Lehrerin oder eurem Lehrer eine Zeichnung eures Versuchsaufbaus zeigen und den Versuch auch beschreiben können.“

„Wer erreicht die tiefste Temperatur? Ihr sollt ein Experiment durchführen, mit dem ihr eine möglichst tiefe Temperatur erreicht.“

„Wie bitte? Das soll alles in meiner Suppe sein? In einer Tütensuppe stecken oft mehr Zutaten, als man auf den ersten Blick annehmen könnte. Doch was steckt genau darin? Eure Aufgabe ist es, mithilfe geeigneter Untersuchungsmethoden so viele Inhaltsstoffe wie möglich zu identifizieren und nachzuweisen.“

Bei dieser Methode erhalten die Lernenden eine offene Aufgaben- bzw. Problemstellung und werden in Gruppen eingeteilt, wobei jede Gruppe Materialien erhält, mit denen sie die Aufgabe lösen kann. Außerdem werden die Rahmenbedingungen (verfügbare Zeit, Verhaltensregeln und zu verwendende Materialien) geklärt. Die Lernenden arbeiten selbstständig und ergebnisoffen. In dem Lösungsprozess der Lernenden sollen sie Alltagserfahrungen und Fachwissen praktisch umsetzen. Dabei planen sie selbstständig ein Experiment (in Rücksprache mit der Lehrkraft bzgl. der Sicherheit des Experiments), führen es durch und werten es aus. Wenn sie eine erfolgreiche Lösung des Problems erhalten, können sie aufhören, wenn nicht, müssen sie ihr Experiment neu bewerten und modifizieren, bis sie eine geeignete Lösung des Problems erhalten. Innerhalb einer Gruppe sollen die Lernenden gemeinsam an der Aufgabe arbeiten. Die verschiedenen Gruppen stehen jedoch in Konkurrenz zueinander. Egg-Races sind also in ihrer Konzeption als Wettbewerb angelegt, bei dem am Ende die Gruppe gewinnt, die am schnellsten eine richtige bzw. passende Lösung und vor allem einen nachvollziehbaren Erkenntnisweg präsentieren kann. Für den nachvollziehbaren Erkenntnisweg ist es wichtig, dass die Lernenden ihre Ergebnisse auch reproduzieren können. Es gibt auch nicht-wettbewerbliche Egg-Races. Egg-Race-Aktivitäten sind mit bestimmten unverzichtbaren erlebnisfördernden Attributen verbunden. Dazu gehören:
1. eine lebensnahe Aufgabenstellung,
2. kreatives Denken und Handeln,
3. ein fairer Wettbewerb (Zusammenspiel aus Kooperation und Konkurrenz),
4. kooperative Gruppen und
5. selbstständiges Lösen des Problems durch die Lernenden.[3]

Mit der Egg-Racing-Methode kann das eigenständige Forschen der Schülerinnen und Schüler initiiert und die Schritte des naturwissenschaftlichen Erkenntnisprozesses mit den Schülerinnen und Schülern erarbeitet werden. Darüber hinaus bietet die Methode weitere Vorteile wie die Förderung von Problemlöse- und Experimentierkompetenzen. Die Egg-Racing-Methode wird auch als eine hervorragende Methode des inquirybased Learnings bezeichnet. Weitere Vorteile des Egg-Race sind die Förderung von Selbstständigkeit und Strategiewissen sowie eine hohe Motivation der Lernenden.
Der Wetteifer in Form eines Wettbewerbs fördert die Leistungsmotivation der Lernenden und erzeugt einen Spannungsbogen über den gesamten Lernprozess. Allerdings sollte nur ein Gruppenwettbewerb bzw. ein Gruppenwettkampf eingesetzt werden, da dieser weit weniger anfällig für negative Entwicklungen ist, aber eine Reihe zusätzlicher positiver Lernimpulse auslöst. Die Lösung einer Gruppe gestellten Aufgabe kann nur bei reibungsloser Zusammenarbeit schnell und sicher erfolgen.
Insgesamt lässt sich die Frage stellen: „Wo das Egg-Racing aufhört und wo fängt einfaches experimentelles Lösen von chemischen Problemen an?“ Zum Beispiel können viele etablierte Freihandexperimente in ein Egg-Race umgewandelt werden. Die Autoren der Royal Society of Chemistry's Great Chemical Egg Race Working Party argumentieren, dass das vielleicht nicht so wichtig ist.

## Konzipierung
Eine eigene Konzipierung einer Egg-Race Aktivität kann viel Zeit in Anspruch nehmen. In der Literatur gibt es bereits einige Aktivitäten zu vielen verschiedenen Themengebieten der Naturwissenschaften, welche eingesetzt werden können. Auch können diese bereits fertigen Egg-Races auf die jeweilige Zielgruppe angepasst werden.

### Inhalt und Aufgabenstellung
Bei einem Egg-Race muss das geforderte fachliche oder außerfachliche Vorwissen an die Lerngruppe in Bezug auf die Offenheit bzw. Vorstrukturiertheit der Problembearbeitung angepasst werden, um Frustrationserlebnisse zu vermeiden. Sobald man über einfache naturwissenschaftliche Prinzipien hinausgeht, kommt man in die „richtige“ Physik oder Chemie etc. Hier stellt sich die Frage, wie viel Wissen bei einer bestimmten Zielgruppe realistischerweise vorausgesetzt werden kann. Deswegen muss das Egg-Race auf die Voraussetzungen der Lernendengruppe angepasst werden, wobei weitere Wege existieren. Zum Beispiel könnte den Teilnehmerinnen und Teilnehmern Informationen „verkauft“ werden, indem ihnen für diese Informationen Punkte von ihrer Endpunktzahl abgezogen werden. Auch kann im Voraus gesagt werden, dass die Teilnehmenden bestimmte Kenntnisse wissen müssen, z. B. eine Säure nach und nach in eine Lauge zu geben, um sie zu neutralisieren, ohne zu viel vom Spiel zu verraten. In einer anderen Variante kann das Egg-Race auch als open-book Wettbewerb veranstaltet werden, bei dem praktisch alle schriftlichen Hilfsmittel zugelassen sind, bspw. beliebige Bücher und die eigenen Aufzeichnungen.
Die Aufgabenstellung ist eine Motivations- und Strukturierungshilfe. Inhalt und Schwierigkeitsgrad der Aufgabenstellung entscheiden von vornherein darüber, ob sich die Lernenden angesprochen fühlen, mit Eifer und Freude bei der Sache sind und bleiben oder resignieren. Daher ist es wichtig, die Aufgabenstellung sowohl inhaltlich als auch sprachlich an die Zielgruppe anzupassen. Die Aufgabenstellung sollte in der Regel so konzipiert sein, dass sie einen lebensnahen und praxisorientierten Bezug aufweist. Egg-Races können sich auch im Grad des selbständigen Arbeitens unterscheiden, so gibt es beispielsweise die folgenden zwei Varianten. Doch die Lernenden favorisieren meist offene Egg-Races.
- offene Egg-Races: Die Aufgabenstellung ist ergebnisorientiert bzw. gibt nur ein Ziel vor. Das Ergebnis und der Lösungsweg sind hierbei relativ offen. Bei dieser Variante muss die Lerngruppe alle oder passende Beobachtungen protokollieren und diese auswerten. Außerdem werden alle Kreativitäts- und Entscheidungsprozesse bezüglich Lösungsweg und Ergebnis weitgehend in die Lerngruppe verlagert.[3]
- strukturierte Egg-Races: Neben dem Ziel werden in der Aufgabenstellung weitere Vorgaben gemacht (z. B. Arbeitsblätter mit Aufgaben und Fragen zur Versuchsbeschreibung, Beobachtung und Auswertung). Die Lernenden können auch aufgefordert werden, sich zu einem bestimmten Zeitpunkt z. B. über ihre Entscheidungen oder ihr experimentelles Vorgehen mit der Lehrkraft abzustimmen. Die Kreativität und die Entscheidungsprozesse der Lerngruppe werden so in eine bestimmte Richtung gelenkt.[3]

### Gruppen- und Wettbewerbscharakter
Die Gruppengröße bei Egg-Races hängt von der jeweiligen Situation ab. Zwei Personen sind nicht immer eine geeignete Größe, so kann es nicht fair sein, wenn eine Person mit einer anderen zusammenarbeiten muss, die sich nicht an der Aktivität beteiligt. Wenn die Gruppe jedoch zu groß wird, sitzen zu viele Leute herum, ohne selbst praktische Erfahrung in Experimenten o. ä. zu sammeln.
Bei einigen Egg-Race Aktivitäten gibt es einen klaren Gewinner, bei anderen ist dies nicht der Fall. Insgesamt sollten die Aktivitäten unterhaltsam sein und praktische Problemlösungen mit chemischem Bezug bzw. einem Bezug zu dem gewünschten Fach beinhalteten, so dass egal ob sie kompetitiv sind oder nicht als Egg-Race gelten und verwendet werden. So kann beim Erstellen und Testen von Egg-Race Ideen ebenfalls festgestellt werden, dass Aktivitäten sich nicht für eine Wettbewerbssituation eignen. Wenn es einen Wettbewerb zwischen den Lernenden im Egg-Race gibt, so muss ein vorab festgelegter Fairnesskodex mit den Lernenden festgelegt werden, um ausuferndes und sabotierendes Verhalten zu minimieren. Neben dem Fairnesskodex sind auch einige Punkte zur Arbeitsorganisation wichtig, die neben allgemeinen organisatorischen Fragen auch die Chancengleichheit gewährleisten sollen.
- Die Gruppen sollten leistungsheterogen zusammengesetzt sein. In Klassen- oder Kursgruppen sollte daher darauf geachtet werden, dass leistungsstarke und leistungsschwache Lernende gleichmäßig auf alle Gruppen verteilt sind, um einen zu ungleichen Wettbewerb zu vermeiden.[3]
- Die Gruppen sollten sich von Egg-Race zu Egg-Race immer ändern, damit nicht immer nur dieselben Gruppen gewinnen.[3]
- Die Gruppengröße sollte von der Aufgabenstellung des Egg-Race und dem zu erwartenden Arbeitsaufwand abhängen.[3]
- Bei der anschließenden Auswertung der Arbeitsergebnisse im Plenum sollten möglichst alle Gruppenergebnisse berücksichtigt und diskutiert werden.[3]
- Darauf ist zu achten: Alle Gruppenmitglieder sollten ihre Lösungsideen zur Egg-Race-Aufgabe in der Gruppe vorstellen und sachlich diskutieren.[3]
- Darauf ist zu achten: Alle Lernenden sollten Erfahrungen im experimentellen Handeln sammeln, daher sollte es keine feste Rollenverteilung innerhalb der Gruppen geben.[3]

### Materialien zum Egg-Race
Das Material für das Egg-Race, das alle Teilnehmenden benötigen, kann an jedem Arbeitsplatz zur Verfügung gestellt werden. Im Allgemeinen ist jedoch die Auswahl der geeigneten Materialien, Geräte oder Chemikalien für das Egg-Race Teil des Problemlöseprozesses. Daher sollte eine Reihe von Gegenständen, einschließlich Gegenständen, welche irrelevant oder nicht unbedingt wichtig für die Lösung des Problems sind, auf dem Arbeitsplatz bereitgestellt werden. Diese können logisch angeordnet sein, z. B. getrennt nach Chemikalien und Geräten.
Eine weitere Möglichkeit ist es den Lernenden eine Experimentierbox zu geben, in der sich die laminierte Aufgabe sowie verschiedene nützliche, aber auch nutzlose Materialien befinden. Mit Hilfe dieser Kiste und dessen Inhalt sollen die Lernenden das Egg-Race lösen. Die Ausstattung der Kiste kann sehr flexibel gestaltet werden.

### Bewertung
Bei der Bewertung von Egg-Races und anderen Problemlösungsaktivitäten muss das Ziel der Aktivität berücksichtigt werden. Die Bewertung von Projekten beinhaltet sowohl objektive als auch subjektive Entscheidungen. Es ist wichtig sicherzustellen, dass das Projekt zielgerichtet durchgeführt wird, dass sowohl das Problem als auch die relevanten wissenschaftlichen und technologischen Prinzipien verstanden werden, dass eine Reihe von Alternativen in Betracht gezogen wird und dass das Versuchsprogramm die gesammelten Informationen widerspiegelt. Auch die Art und Weise, wie die experimentellen Daten gesammelt und präsentiert wurden, sowie die Schlussfolgerungen, die daraus gezogen wurden, sind wichtig zu berücksichtigen. Subjektive Faktoren wie Einfallsreichtum, Neuartigkeit, Teamarbeit, praktische Fähigkeiten und Ästhetik sind bei der Bewertung von Projekten ebenso wichtig. Es sollte eine dem Alter und den Fähigkeiten angemessene wissenschaftliche Genauigkeit erwartet werden. Nicht alle Faktoren müssen bei jeder Aktivität berücksichtigt werden, und die Beurteilenden müssen diejenigen auswählen, die für den jeweiligen Anlass relevant sind. Um Missverständnisse zu vermeiden, ist es hilfreich, den Teilnehmern die Bewertungsgrundlage oder die Faktoren zu erklären.

## Umsetzung im Unterricht
Bei der Wahl des Mediums für die Aufgabenstellung werden zwei Varianten des Egg-Race unterschieden. Beim offenen Egg-Race wird den Lernenden in der Regel nur die Aufgabenstellung mit einer konkreten Zielangabe und ggf. Rahmenbedingungen für die Durchführung vorgegeben. Dies kann mit Hilfe von Präsentationsfolien (bspw. in PowerPoint, Keynote) erfolgen. Beim strukturierten Egg-Race sind Arbeitsblätter aufgrund der vielen Verfahrensvorgaben besser geeignet.
Es ist sinnvoll, den Lernenden genaue Zeitvorgaben für die Durchführung des Egg-Race zu geben. Damit sie einerseits wissen, wie viel Zeit sie für die Bearbeitung haben und andererseits noch genügend Zeit für die Auswertung und Nachbesprechung bleibt. Die Zeitvorgaben unterscheiden sich je nach Egg-Race und der zur Verfügung stehenden Zeit. Für Egg-Races, die in einer 45-minütigen Unterrichtsstunde durchgeführt werden, wird folgende Zeitvorgaben vorgeschlagen:
- 5–10 Minuten: Vorstellung und Erläuterung der Aufgabenstellung, Hinweise auf Sicherheitsrisiken, Bereitstellen der Arbeitsmaterialien
- 20 Minuten: Durchführung des Egg-Race
- 5–10 Minuten: Bewertung und Nachbesprechung

Egg-Races sollten nur von Lernenden durchgeführt werden, die bereits Erfahrung mit experimentellem Gruppenunterricht haben. Die Auswahl der Chemikalien und Geräte muss dem erhöhten Sicherheitsrisiko des offenen Experimentierens und der experimentellen Kompetenz der Lernenden angepasst werden. In der Vorbesprechung ist daher nochmals auf die allgemeinen Sicherheits- und Verhaltensregeln bei Experimenten hinzuweisen.
Nach der Durchführung des Egg-Race werden die Leistungen und Ergebnisse der Lerngruppen bewertet (nicht unbedingt benotet). Dazu ist es notwendig, die Bewertungskriterien offen zu legen und mit den Lernenden zu besprechen. Bei ergebnisorientierten Egg-Races ist darauf zu achten werden, dass die Lernenden ihr Ergebnis bzw. ihr experimentelles Vorgehen reproduzieren können. In der Nachbesprechung des Egg-Races im Plenum können z. B. einzelne Gruppen ihre Überlegungen und Ergebnisse sowie ihr experimentelles Vorgehen der Klasse vorstellen, Fehler mit ihr diskutieren und gemeinsam Verbesserungsvorschläge für das nächste Egg-Race machen.
Egg-Races sind im Unterricht kein methodischer Selbstzweck und sollten (nach dem Primat der Didaktik) nur dann eingesetzt werden, wenn es Sinn ergibt.

## Ursprung
Die Idee zum Egg-Race kam Mitte der 70er Jahre beim BBC-Sender auf. Anfang der 1980er Jahre wurde die Egg-Racing-Methode bekannt. Der BBC-Wettbewerb „The Great Egg Race“ wurde fortgesetzt. Die BAAS (British Association for the Advancement of Science) veröffentlichte zwei Bücher mit Ideen für solche problemlöse Aktivitäten. In den Büchern mit den rund 200 Ideen ging es nicht um Chemie, sondern um Physik bzw. die Anwendung physikalischer Prinzipien. Daraufhin haben Forscher der Royal Society of Chemistry eigene Egg-Races entwickelt und untersucht, wie viel Chemie in manchen Egg-Races steckt.
Bei vielen Egg-Races ging es um Bauprojekte wie das Bauen von Türme und Brücken. Dazu gab es keine direktes chemisches Äquivalent. Außerdem wurde bei vielen Egg-Races ein Gummiband verwendet, um damit ein Fahrzeug antreiben oder eine Last anzuheben. Für die Chemie stellten die Forscher der Royal Society of Chemistry ihr „chemisches Gummiband“ vor. Dieses besteht aus einem Teelöffel Natriumhydrogencarbonat und drei Teelöffeln Zitronensäure. Mit diesen Reaktanten, so schrieben sie, könnte man alles, was man mit einem Gummiband auch machen kann. Als Fahrzeug zum Antreiben nahmen sie ein Boot, anstatt eines Autos, um die Reaktionsprodukte des chemischen Gummibandes einfacher sauber machen zu können. Aber im Umgang mit diesen Egg-Races muss man nur wenig über Chemie wissen, auch wenn man schon mal mit Gasen gearbeitet hat. Und ähnlich war es auch bei den Egg-Races zu physikalischen Prinzipien, denn die meisten erfordern keine besonderen Kenntnisse der Physik.